# Kazimierz Michałowski
Kazimierz Józef Marian Michałowski (ur. 14 grudnia 1901 w Tarnopolu, zm. 1 stycznia 1981 w Warszawie) – polski archeolog, egiptolog, historyk sztuki, członek Polskiej Akademii Nauk, profesor zwyczajny Uniwersytetu Warszawskiego. Twórca polskiej szkoły archeologii śródziemnomorskiej i prekursor nubiologii.

## Życiorys

### Młodość i początek kariery naukowej
Kazimierz Michałowski ukończył gimnazjum w mieście rodzinnym, po czym odbył studia z zakresu archeologii klasycznej i historii sztuki na Wydziale Filozoficznym Uniwersytetu Lwowskiego; był też słuchaczem wykładów filozofa prof. Kazimierza Twardowskiego. Wiedzę poszerzał na uczelniach w Berlinie, Heidelbergu, Paryżu, Rzymie i Atenach. Jako młody naukowiec brał udział w wykopaliskach prowadzonych przez École française d’Athènes w Delfach, na Tasos i na Delos. W 1926 roku obronił doktorat poświęcony Niobidom w sztuce greckiej na Uniwersytecie Jana Kazimierza we Lwowie pod naukowym kierownictwem Edmunda Bulandy, opublikowany rok później w języku francuskim. W 1931 roku uzyskał habilitację na podstawie rozprawy o portretach hellenistycznych i rzymskich z Delos, wydanej w następnym roku w Paryżu. Zaraz po habilitacji został powołany na Uniwersytet Warszawski, gdzie w 1931 roku zorganizował Katedrę Archeologii Klasycznej, przemianowaną w 1955 roku na Śródziemnomorską, stając się jej kierownikiem aż do odejścia na emeryturę w 1972 roku.
Z jego inicjatywy w 1936 roku polscy archeolodzy z Uniwersytetu Warszawskiego rozpoczęli prace archeologiczne w Edfu w Egipcie.

### Wojsko Polskie i II wojna światowa
W Wojsku Polskim został awansowany na stopień podporucznika rezerwy piechoty ze starszeństwem z dniem 1 lipca 1925. W 1934 był oficerem rezerwowym 5 Pułku Piechoty Legionów z Wilna i pozostawał wówczas w ewidencji Powiatowej Komendy Uzupełnień Warszawa Miasto III. Na stopień porucznika został mianowany ze starszeństwem z 1 stycznia 1935 i 55. lokatą w korpusie oficerów rezerwy piechoty.
W czasie kampanii wrześniowej walczył w szeregach 5 Pułku Piechoty Legionów, wypełniając obowiązki oficera informacyjnego. W czasie walk dostał się do niemieckiej niewoli. Przebywał w Oflagu II C Woldenberg, w którym kierował akcją kształceniową dla jeńców, prowadził seminaria i wykłady z egiptologii i archeologii.

### Działalność po II wojnie światowej

#### Działalność na rzecz odbudowy kultury i nauki polskiej
Po II wojnie światowej Michałowski aktywnie włączył się w dzieło odbudowy kultury i nauki polskiej. Od 1939 roku był zastępcą dyrektora Muzeum Narodowego w Warszawie, gdzie początkowo zajmował się organizacją Galerii Sztuki Starożytnej, udostępnionej publiczności w 1949 roku, a następnie Galerii Faras, otwartej w 1972 roku. Zorganizował wiele wystaw, na których prezentowano zabytki pozyskane z wykopalisk prowadzonych pod jego kierownictwem. W latach 1945–1947 był dziekanem Wydziału Humanistycznego Uniwersytetu Warszawskiego, później prorektorem tejże uczelni (1947–1948). W Aleksandrii (1957-1958) oraz w Aberdeen (1971) pełnił funkcję profesora wizytującego. W 1956 roku stworzył Zakład Archeologii Śródziemnomorskiej Polskiej Akademii Nauk, w którym sprawował funkcję kierownika.

#### Utworzenie Centrum Archeologii Śródziemnomorskiej UW
W 1959 roku doprowadził do otwarcia Stacji Archeologii Śródziemnomorskiej Uniwersytetu Warszawskiego w Kairze, którą kierował do końca życia – początkowo przez ponad 20 lat instytucja funkcjonowała z Kairu, następnie, na początku lat 80. XX wieku, utworzono Centrum Archeologii Śródziemnomorskiej jako jednostkę Uniwersytetu Warszawskiego, zarządzającą polską strategią prowadzenia badań archeologicznych w Afryce Północnej i na Bliskim Wschodzie. Stacja w Kairze funkcjonuje jako instytut naukowy w ramach Centrum Archeologii Śródziemnomorskiej Uniwersytetu Warszawskiego. Utworzenie tej placówki Michałowski uważał za swoje największe osiągnięcie.

#### Działalność w organizacjach naukowych
Był członkiem wielu krajowych i zagranicznych akademii, towarzystw naukowych i instytutów: Accademia Nazionale dei Lincei, British Academy, Deutsche Akademie der Wissenschaften zu Berlin, Heidelberger Akademie der Wissenschaften, Sächsische Akademie der Wissenschaften zu Leipzig; Prezydium Komitetu Nauk o Kulturze Antycznej Polskiej Akademii Nauk, Komitetu Nauk Orientalistycznych Polskiej Akademii Nauk, Archaeological Institute of America, Deutsches Archäologisches Institut, Institut d’Egypte, Institut d’Égyptologie de l’Académie Tchéchoslovaque des Sciences, Institut Français d’Archéologie Orientale au Caire; Polskiego Towarzystwa Archeologicznego (przewodniczący 1953–1957 i honorowy członek), Society for Nubian Studies (przewodniczący od roku 1972), Association Internationale des Égyptologues (wiceprzewodniczący Komitetu Honorowego od roku 1976), Association Internationale d’Epigraphie Latine (wiceprzewodniczący), Towarzystwa Naukowego Warszawskiego (sekretarz generalny 1949-1952), Association Internationale d’Archéologie Classique, Société Archéologique Grecque, Stowarzyszenia Historyków Sztuki; członek École Française d’Athènes. Piastował funkcję przewodniczącego Comité International des Experts pour le Sauvetage des Temples d’Abou Simbel UNESCO (1961-1970), Comité International pour les Musées d’Archéologie et d’Histoire ICOM (1965-1971). Był ekspertem UNESCO pour les Musées et Fouilles Archéologiques d’Algérie (1966) oraz członkiem Comité des Experts de l’UNESCO pour Mohendjo-Daro (1969). Otrzymał tytuł doctor honoris causa uniwersytetów w Strasburgu (1965), Cambridge (1971), Uppsali (1977).

### Działalność popularyzatorska
Aktywnie działał na rzecz popularyzacji archeologii śródziemnomorskiej. Przetłumaczył i udostępnił W.H. Boultona Wieczność piramid i tragedia Pompei (1958) oraz szeroko upowszechnił wyniki prac wykopaliskowych prowadzonych w Edfu. Pisał dla „Stolicy”, poruszając zagadnienia starożytności w zbiorach Muzeum Narodowego w Warszawie. Wygłaszał liczne wykłady, prowadził seminaria poświęcone starożytności, których społecznym efektem był niezwykły wzrost zainteresowania tą dziedziną nauki; w jego publicznym wykładzie w Muzeum Narodowym w Warszawie w 1957 roku o sztuce starożytnego Egiptu uczestniczyło aż 5000 słuchaczy. Był konsultantem przy filmie Faraon (1966) w reżyserii Jerzego Kawalerowicza.

## Życie prywatne
Jego dziadkiem był Emil Michałowski, poseł do Sejmu Krajowego Galicji i dyrektor Seminarium Nauczycielskiego w Tarnopolu oraz burmistrz tego miasta. Po II wojnie światowej Michałowski poślubił Krystynę Baniewicz, córkę inżyniera Tadeusza Baniewicza, jednego z założycieli Podkowy Leśnej. Krystyna Michałowska włączyła się w działalność męża – w późniejszych latach w willi Baniewiczów w Podkowie Leśnej mieściła się Pracownia Archeologii Śródziemnomorskiej PAN.
Zmarł w Warszawie, pochowany na cmentarzu w Brwinowie.

## Znaleziska

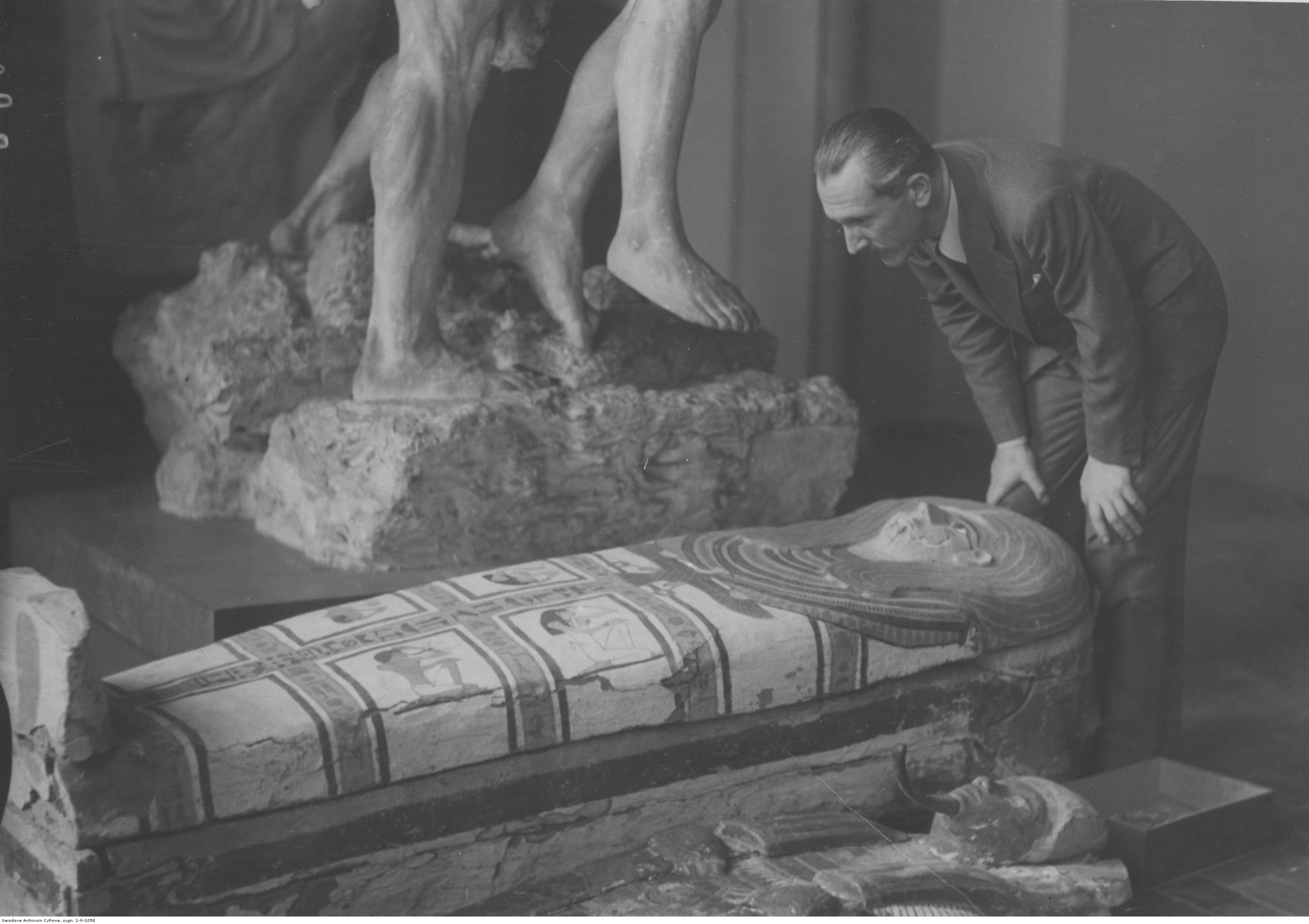
Kazimierz Michałowski podczas oględzin znaleziska (1937)

### Edfu
Według profesora Michałowskiego „nie tylko w mniemaniu świata nauki, ale również w najszerszej opinii cywilizowanego społeczeństwa, aktualny poziom kultury danego kraju mierzy się tym, czy posiada on własne wykopaliska w Egipcie”. W 1936 roku dzięki jego inicjatywie rozpoczęto prace archeologiczne w Edfu, które trwały do 1939 roku. W wyprawie uczestniczyli archeolodzy z Uniwersytetu Warszawskiego i Francuskiego Instytutu Archeologii Wschodu. Były to pierwsze wykopaliska z udziałem polskich archeologów na obszarze śródziemnomorskim. Prace prowadzono na nekropolii faraońskiej oraz w mieście antycznym z okresu grecko-rzymskiego i bizantyjskiego. Liczba i jakość artystyczna zabytków pozyskanych podczas pierwszej kampanii (1936 rok), pozwoliła na stworzenie wystawy w Galerii Sztuki Starożytnej w Muzeum Narodowym w Warszawie, której otwarcie nastąpiło już w czerwcu 1937 roku.

### Mirmeki
Udział polskich archeologów w badaniach w Edfu spowodował zainteresowanie świata nauki polskimi badaczami i dał możliwość rozpoczęcia kolejnych zagranicznych wykopalisk. Michałowski nawiązał współpracę z archeologami radzieckimi na Krymie. W lipcu 1956 roku grupa polskich archeologów rozpoczęła prace badawcze w Mirmeki, starożytnej kolonii greckiej Mirmekejon, które prowadzono do 1958 roku. Prace nie były prowadzone wspólnie, jak w przypadku ekspedycji polsko-francuskiej w Edfu. Badacze pracowali w dwóch oddzielnych zespołach, eksplorując dwa odcinki. Polskiej grupie przewodniczył prof. Michałowski, radzieckiej – prof. W. F. Gajdukiewicz z Uniwersytetu Leningradzkiego. Odkryto tłocznię wina z okresu hellenistycznego z pełnym wyposażeniem oraz fragmenty budowli mieszkalnych. Wszystkie zabytki ruchome znalezione przez misję polską zostały przewiezione do Warszawy za zgodą radzieckiego urzędu archeologicznego.

### Tell Atrib
Po II wojnie światowej chciał kontynuować prace w Egipcie. Mógł wznowić badania w Edfu, jednak na Francuzów nałożono zakaz prowadzenia wykopalisk w Egipcie. Prof. Michałowski uznał, że skoro francuscy archeolodzy w czasie II wojny światowej nie wrócili do Edfu bez polskich archeologów, on również tego nie zrobi. Nowym terenem wykopaliskowym stało się Tell Atrib – Athribis, czyli stołeczne miasto dziesiątego nomu Dolnego Egiptu, dzisiejsze Benha. Prace prowadzono w latach 1957–1969. Odkryto pozostałości systemu wodociągowego miasta rzymskiego, pozostałości budowli sakralnych z Okresu Późnego, fundamenty świątyni Amazisa, depozyt, piece do wypalania wapna i łaźnie rzymskie.

### Palmyra

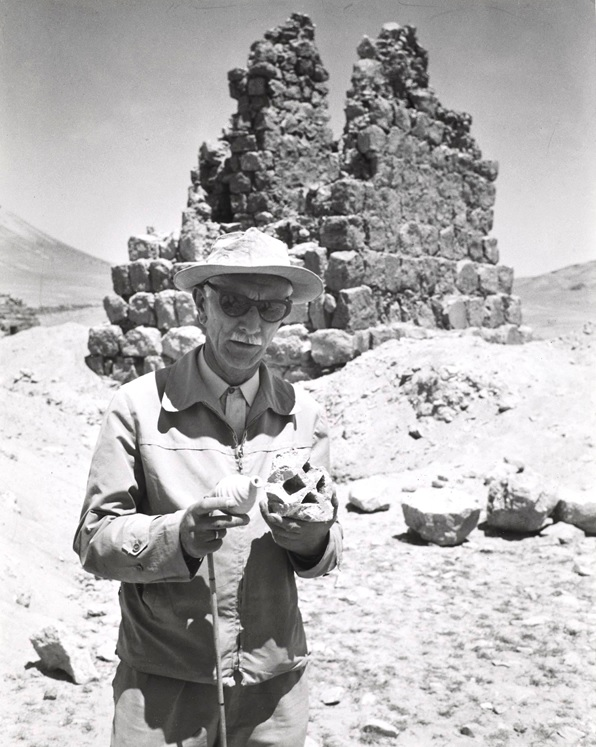
Kazimierz Michałowski na wykopaliskach w Palmyrze, 1962

4 maja 1959 roku zespół polskich archeologów rozpoczął wykopaliska w Palmyrze; Michałowski kierował ekspedycją do 1969 roku. Prace archeologów skupiały się na dwóch odcinkach. Pierwszym z nich był tzw. obóz Dioklecjana w zachodniej części miasta, w którym eksplorację prowadzono na terenie między Bramą Pretoriańską a Tetrapylonem, na forum przed tzw. Świątynią Sztandarów i wewnątrz samej świątyni. Przebadano również mury miejskie i odkopano fragment Drogi Pretoriańskiej. Na drugim odcinku, w tzw. Dolinie Grobów, czyli nekropolii palmyreńskiej, odsłonięto grobowiec Zabdy, Alaine oraz Juliusza Aureliusza Hermesa. Wykopaliska pozwoliły ustalić rozwój urbanistyczny miasta oraz dokonać datowania odkrytych budowli na podstawie znajdujących się w nich materiałów epigraficznych. Sensacyjnym sukcesem było odkrycie skarbu, na który składała się biżuteria i 27 złotych solidów Fokasa, Herakliusa i Konstansa. Bogactwo i znaczenie odkrytego materiału było tak wielkie, że od 1966 roku zaczęto wydawać w Warszawie „Studia Palmyreńskie”, które ukazują się także obecnie (2016). Polscy archeolodzy stali się ekspertami od badań starożytnej Palmyry, badania CAŚ UW trwają tu do dziś (obecnie zawieszone z powodu wojny w Syrii).

### Aleksandria
Polskie wykopaliska w Aleksandrii rozpoczęły się w 1960 roku i trwają do dziś. Polscy archeolodzy byli pierwszą zagraniczną ekspedycją, której udało się otrzymać pozwolenie na prowadzenie badań w Aleksandrii. Grupy włoskich, angielskich i niemieckich naukowców pracowały na zlecenie i pod firmą Muzeum Grecko-Rzymskiego w Aleksandrii. Prace na tym terenie są utrudnione, ponieważ w latach 40. XVIII wieku Mohammed Ali nakazał w tym miejscu budowę miasta. Relikty przeszłości pozostają pod nowożytną zabudową. Prace koncentrowały się na terenie Kom el-Dikka. Odkryto tam monumentalne łaźnie rzymskie z licznymi basenami i cysternami oraz willę rzymską. Polscy archeolodzy odsłonili także pierwszy odnaleziony na terenie Egiptu teatr. Odkrycie to było tak sensacyjne, że prof. Michałowski uzyskał dodatkowe wsparcie finansowe od zarządu miasta na kontynuowanie prac. Starożytny teatr odsłonięto w całości i dokonano jego rekonstrukcji. Dziś stanowi on jedną z najważniejszych atrakcji Aleksandrii i służy do wystawiania widowisk. W ten sposób udało się zachować starożytną budowlę we współczesnej zabudowie. Na terenie Kom el-Dikka polscy archeolodzy przebadali również dwie arabskie nekropole.

### Deir el-Bahari
Prace rozpoczęto w 1961 roku na prośbę egipskiego ministra kultury, któremu zależało na odbudowie świątyni królowej Hatszepsut. Od 1968 roku grupie archeologów z Centrum Archeologii Śródziemnomorskiej UW towarzyszyli inżynierowie z Państwowego Przedsiębiorstwa Pracowni Konserwacji Zabytków (PKZ), wykonując prace budowlano-rekonstrukcyjne tejże świątyni. Podczas prac związanych z tym zleceniem prof. Michałowski dokonał odkrycia nieznanej dotąd świątyni grobowej Totemesa III (już podczas pierwszej kampanii), co spowodowało przesunięcie większości badań na ten teren. Świątynia ta okazała się wyjątkowa ze względu na położenie i plan, który różnił się od pozostałych budynków sakralnych okresu Nowego Państwa. Polskie prace archeologiczne i konserwatorskiej trwają do dziś.

### Faras

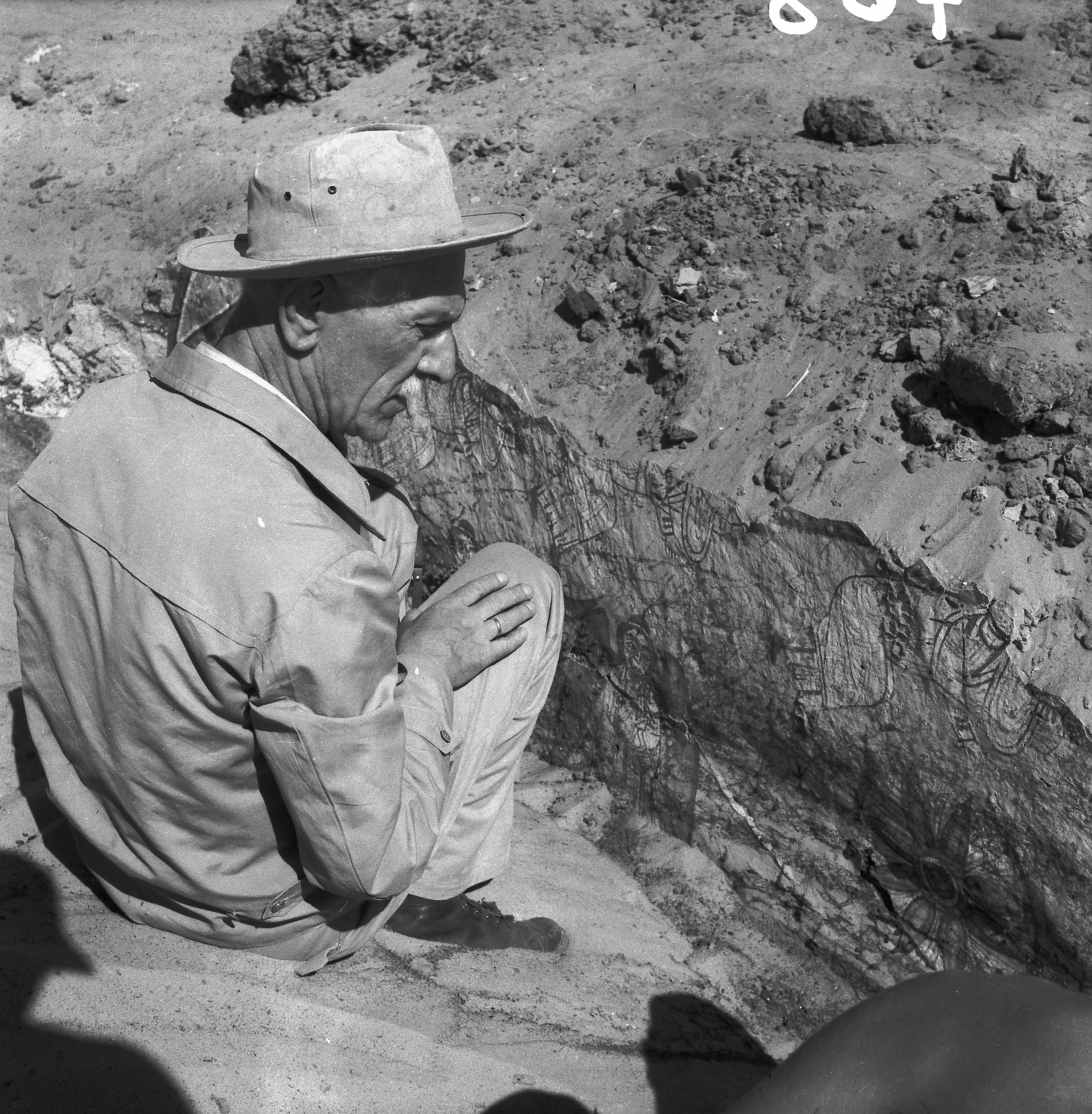
Kazimierz Michałowski na wykopaliskach w Faras

Faras, starożytne Pachoras, było stolicą północnego królestwa Nubii. W latach 1961–1964 przeprowadzono tu wykopaliska ratunkowe pod kierownictwem prof. Michałowskiego. Badania te były częścią większego projektu, tzw. Kampanii Nubijskiej, prowadzonej pod patronatem UNESCO, której celem było ratowanie zabytków przed zalaniem wodami Nilu, w związku z budową Wysokiej Tamy Asuańskiej. Odkryto wówczas ruiny średniowiecznej katedry biskupów Pachoras, a wraz z nimi malowidła o tematyce religijnej datowane od VII do XIV wieku. Zespół tak zwanych „fresków z Faras” (w rzeczywistości nie są to freski, lecz malowidła wykonane farbą temperową na suchym tynku mułowym) liczący ponad 150 malowideł, okazał się jednym z największych i najciekawszych odkryć Kampanii Nubijskiej. 67 malowideł i część kamiennej dekoracji architektonicznej katedry, a także innych kościołów i budowli w Faras, epitafia lokalnych biskupów i kapłanów oraz miejscowe wyroby rzemieślnicze, w tym malowane naczynia ceramiczne znajdują się w Galerii Faras im. Profesora Kazimierza Michałowskiego w Muzeum Narodowym w Warszawie. Pozostałe zabytki odkryte w Faras znajdują się w Muzeum Narodowym Sudanu w Chartumie.

### Dongola
Rozpoczął wykopaliska w Dongolii w 1964 roku; od 1966 kierował nimi Stefan Jakobielski. W Starej Dongoli rezydowali królowie połączonych królestw Nubii od VIII do początku XIV wieku. Już pierwsze tygodnie prac wydobyły na światło dzienne centralną nawę kościoła z zachowanymi in situ kolumnami. Odkrycie to przeszło do literatury pod nazwą „kościół z kolumnami”. Znalezione w nim inskrypcje nagrobne pozwalały datować go na 2. połowę VIII wieku. Kapitele odsłonięte w tej sakralnej budowli pod względem stylistycznym są podobne do odkrytych w katedrze w Faras. Dodatkowo pod „kościołem z kolumnami” natrafiono na starsze fundamenty budowli sakralnej. Przeprowadzono również eksplorację drugiego budynku założonego na planie krzyża oraz meczetu, który okazał się wzniesiony na dawnym pałacu królewskim, a nie (jak dotąd sądzono), na świątyni chrześcijańskiej. Polscy archeolodzy odkryli również baptysterium. Od 1966 roku polska ekspedycja prowadziła równocześnie wykopaliska prahistoryczne w okolicach wioski Gaddar.

### Abu Simbel
W Abu Simbel prof. Michałowski nie prowadził wykopalisk, ale wraz z zespołem polskich archeologów brał udział w akcji ochrony świątyń skalnych Ramzesa II, którym groziło zalanie przez wody Jeziora Nasera. W projekcie udział brali również archeolodzy zagraniczni, m.in. włoscy i francuscy. Jednym z pomysłów na ocalenie świątyń było ich przeniesienie w bezpieczniejsze miejsce, innym – pozostawienie ich własnemu losowi. UNESCO powołało specjalną komisję w tej sprawie, w skład której wchodził Generalny Dyrektor UNESCO, przewodniczący komitetu doradczego oraz trzech ekspertów – archeologów, wśród nich prof. Michałowski. Poparli oni projekt szwedzko-egipski, który przewidywał pocięcie świątyń na duże bloki o wadze do 30 ton, przeniesienie ich w nowe otoczenie i rekonstrukcję. Prof. Michałowski został przewodniczącym 7-osobowego międzynarodowego komitetu ekspertów, który nadzorował prace przenoszenia świątyń Ramzesa II. Trwałe one 10 lat i zakończyły się sukcesem.

### Nea Pafos
W czerwcu 1965 roku polska ekspedycja archeologiczna Uniwersytetu Warszawskiego pod kierownictwem prof. Michałowskiego rozpoczęła wykopaliska w Nea Pafos na Cyprze. Nowe Pafos zostało założone pod koniec IV wieku p.n.e. jako port dla greckich pielgrzymów, przybywających tu by oddać hołd Afrodycie. Już podczas pierwszych dni prac w południowo-zachodniej części Pafos odkryto marmurowe rzeźby Asklepiosa oraz czczonej w mieście Artemidy. Odkryto także monety z wizerunkiem Aleksandra Wielkiego, co potwierdziło datę założenia miasta. Odsłonięto zabudowę miejską z okresu hellenistycznego z zachowanymi malowidłami wykonanymi w tzw. I stylu pompejańskim oraz pałac prokonsula rzymskiego z prywatnymi łaźniami. W tym budynku natrafiono na mozaikę przedstawiającą Tezeusza walczącego z Minotaurem w labiryncie, którym przygląda się Ariadna i kobieta symbolizująca Kretę – najpiękniejsza dekoracja tego typu na obszarze całego Śródziemnomorza. Polskie wykopaliska wykazały, że Nea Pafos było centralnym ośrodkiem politycznym wyspy. Prace zapoczątkowane przez prof. Michałowskiego są kontynuowane przez Centrum Archeologii Śródziemnomorskiej im. Kazimierza Michałowskiego.

## Ordery i odznaczenia
- Order Budowniczego Polski Ludowej (21 lipca 1977)[38]
- Order Sztandaru Pracy I klasy
- Krzyż Komandorski z Gwiazdą Orderu Odrodzenia Polski[39]
- Krzyż Komandorski Orderu Odrodzenia Polski (29 października 1947)[40]
- Krzyż Srebrny Orderu Virtuti Militari (za kampanię 1939)
- Złoty Krzyż Zasługi (22 lipca 1951)[41]
- Wielki Krzyż Oficerski Orderu Leopolda (Belgia)[42]
- Krzyż Komandorski Orderu Korony Włoch (Włochy)
- Krzyż Komandorski Orderu Feniksa (Grecja)
- Krzyż Komandorski Orderu Legii Honorowej (Francja)
- Krzyż Oficerski Orderu Legii Honorowej (Francja)
- Order Republiki II klasy (Egipt)
- Order Zasługi I klasy (Syria)

## Nagrody
- Nagroda Państwowa I stopnia[43]
- Nagroda Państwowa II stopnia (zespołowa) za zasługi naukowe w dziedzinie muzealnictwa w minionym dziesięcioleciu (1955)[44]

## Upamiętnienie
Jego nazwiskiem nazwano Centrum Archeologii Śródziemnomorskiej UW oraz Galerię Faras w Muzeum Narodowym w Warszawie. W 2001 r. Poczta Polska wydała nakładem 200 tys. sztuk kartę pocztową z okazji setnej rocznicy urodzin prof. Michałowskiego z wizerunkami jednej z naw katedry w Faras oraz postaci profesora. W ogrodach Muzeum Egipskiego w Kairze znajduje się popiersie prof. Michałowskiego, a w zbiorach Muzeum Uniwersytetu Warszawskiego wiele pamiątek po nim. Nazwiskiem profesora nazwano ulice w Częstochowie, Malborku i Słupsku oraz pasaż w Warszawie.
W 2015 roku Gimnazjum Publicznemu w Podkowie Leśnej nadano imię Kazimierza Michałowskiego.

## Publikacje

### Książki
- (Délos XIII). Les portraits héllenistiąues et romains, Paris 1932.
- Delfy, Lwów 1937; wyd. II Warszawa 1949; wyd. III 1959 (pop.-nauk.).
- Tell Edfou. Fouilles franco-polonaises, I-III, Le Caire 1937, 1939, 1950 (współautor).
- Sztuka starożytna, Warszawa 1955 (przewodnik MN w Warszawie).
- Mirmeki. Wykopaliska odcinka polskiego w r. 1956, Warszawa 1958.
- Technika grecka, Warszawa 1959 (pop.-nauk.).
- Palmyre I. Fouilles polonaises 1959, Warszawa 1960.
- Palmyre II. Fouilles polonaises 1960, Warszawa 1962.
- Palmyre III. Fouilles polonaises 1961, Warszawa 1963.
- Palmyre IV. Fouilles polonaises 1962, Warszawa 1964.
- Palmyre V. Fouilles polonaises 1963–64, Warszawa 1966.
- Faras I. Fouilles polonaises 1961, Warszawa 1962.
- Faras II. Fouilles polonaises 1961–62, Warszawa 1965.
- Faras. Centre artistique de la Nubie chrétienne, Leiden 1966.
- Faras. Die Kathedrale aus dem Wustensand, Zürich-Köln 1967.
- L’art de l’ancienne Égypte, Paris 1968 (Art of Ancient Egypt, New York 1969; Aegypten. Kunst und Kultur, Freiburg-Basel-Wien 1969; Arte y civilisación de Egipto, Barcelona 1969).
- Nie tylko piramidy, Warszawa 1966; 1969, 1972 – wersja niem.; 1977 – wersja czeska (pop.-nauk.).
- Jak Grecy tworzyli sztukę, Warszawa 1970 (pop.-nauk.).
- Od Edfu do Faras. Polskie odkrycia archeologii śródziemnomorskiej, Warszawa 1974 (pop.-nauk.).
- Palmyra, Warszawa 1968 (album fot. z tekstem wprowadzającym; liczne wydania w językach obcych, Wyd. Arkady).
- Karnak, Warszawa 1969 (wyd. tamże).
- Aleksandria, Warszawa 1970 (tamże).
- Luksor, Warszawa 1971 (tamże).
- Piramidy i mastaby, Warszawa 1972 (tamże).
- Teby, Warszawa 1974 (tamże).
- Karnak, Warszawa 1976 (zeszyt z serii „Mała Encyklopedia Sztuki”, Wyd. Arkady).
- Luksor, Warszawa 1976 (wyd. tamże).
- Piramidy i mastaby, Warszawa 1976 (tamże).
- Teby, Warszawa 1976 (tamże).
- Delfy, Warszawa 1979 (tamże).
- Akropol, Warszawa 1979 (tamże).

### Artykuły
- Les Niobides dans l’art plastique grec de la seconde moitié du Vème siecle, Eos, XXX 1927, s. 175–193.
- Ein Niobekopf aus den Sammlungen des Fürsten Radziwiłł in Nieborów, AA 1927, s. 58–70.
- Zum Sarkophag aus S. Constanza, RM, XLIII, 1928, s. 132–146.
- Virgile et les beaux arts, Eos, XXXIII 1930, s. 43–58.
- Un portrait égyptien d’Auguste au Musée du Caire, Bull. de l’Inst.Français au Caire 1935, s. 73–88.
- La fin de l’art grec, BCH, 1946, s. 385–392.
- Les expositions itinérantes dans les musées de Pologne, Museum, III z. 4, 1950, s. 275–282.
- Rapport sur la prospection du terrain dans la région de la mosquée de Nabi Daniel en 1958, Bull. de la Fac. de Droit-Université d’Alexandrie, XIII 1958, s. 37–43.
- Kalos Limen, EAA IV, Roma 1961, s. 304–305.
- Les fouilles archéologiques et l’art antique au Musée National de Varsovie, Bull. Mus. Nat. de Varsovie, III 1962, s. 62–63.
- Peintures chrétiennes du VIIe s. à Faras, tamże, s. 3–8.
- Palmira, EAA V, Roma 1963, s. 900–908.
- La Nubie chrétienne, Africana Bulletin 3, 1965, s. 9–26.
- Archéologie méditerranéenne en Pologne aprés la seconde guerre mondiale, Études et Travaux, I 1966, s. 5–22.
- Algérie – la modernisation des musées en Algérie, Le Courrier de l’UNESCO, Mai 1966, s. 1–45, annexe, s. 34–45.
- Les deux Asclepios de Nea Paphos, RA, 1968 z. 2, s. 355–358.
- Polish Excavations in Old Dongola 1964, Kush, XIV 1969, s. 289–299.
- Open Problems of Nubian Art and Culture in the Light of the Discoveries at Faras, w: Kunst und Geschichte Nubiens in christlicher Zeit, Recklinghausen 1970, s. 11–20.
- Classification générale des peintures murales de Faras, w: Mélanges Devambez (RA 1972 z.2) s. 375–380.
- Tell Atrib, EAA VIII Supplemento, Roma 1973, s. 799–800.
- Ancient Egyptian Yisual Arts, Encyclopaedia Britannica, XV 1974, s. 248–258.
- Nouvelles recherches sur la topographie de Palmyre, w: Mélanges d’histoire ancienne et d’archéologie offerts à Paul Collart (Cahiers d’Archéologie Romande 5), 1975, s. 305–306.
- Les fouilles archéologiques polonaises en Afrique, Africana Bulletin 25, 1976 (1978), s. 13–26.
- Études sur les tendances actuelles dans la pratique de fouilles archéologiques. Suggestions et idées générales pour l’établissement des „musées-sites”, Rocznik MNW, XXIV 1980, s. 345–355.
- Zabytki sztuki dziedzictwem ludzkości, w: Materiały Sesji Naukowej zorganizowanej przez Chrześcijańskie Stowarzyszenie Społeczne na temat: „Zabytki sztuki sakralnej dobrem kultury narodowej”, kwiecień 1980. Materiały Problemowe 6, 1980, s. 57–60. 246